# Sine populo

Sine populo est une expression latine que signifie « sans monde »

## Sine populo teste
Dans son œuvre philosophique, Les Tusculanes II, 26 Cicéron emploie cette expression dans la phrase sine populo teste (sans témoignage des gens) pour dire « sans témoins »:
Quin etiam mihi quidem laudabiliora videntur omnia, quae sine venditatione et sine populo teste fiunt
« Rien de si louable que ce qui se fait sans ostentation, et sans témoins

## Missa sine populo
Dans deux éditions du Missel romain, celles de 1970 et de 1975 (dont l'édition de 1975 ne diffère de celle de 1970 essentiellement que par l'omission des mentions d'un sous-diacre), on trouve, dans la Institutio Generalis Missalis Romani (Présentation générale du Missel romain) le terme Missa sine populo (messe sans peuple), qui a été supprimé en 2002. Au lieu de cette expression, le texte actuel parle de la messe « avec participation d'un seul ministre ».
Toute célébration eucharistique (ou 'messe') est essentiellement un acte public de culte rendu à Dieu au nom du Christ et de son Église. La dénomination, parfois employée, de « messe privée » est donc impropre.
Selon la tradition antique de l'Église, le prêtre ne peut la célébrer sans l'assistance d'au moins un fidèle. Ainsi, le père Charles de Foucauld (1858–1916) est resté quatre années dans son ermitage de Tamanghasset sans pouvoir célébrer la messe, avant d'obtenir du Saint-Siège une autorisation exceptionnelle. L'actuel Code de droit canonique de 1983 n'en admette pas une dérogation « pour une cause juste et raisonnable. La Présentation générale du Missel romain aussi déclare : « 254. Le prêtre ne célébrera pas sans ministre ou sans la présence d’au moins un fidèle sauf pour une cause juste et raisonnable. En ce cas, les salutations, les monitions et la bénédiction à la fin de la messe sont omises».